# Nino Franchina
Nino Franchina (* 25. Juni 1912 in Palmanova, Provinz Udine, Italien; † 20. April 1987 in Rom) war ein italienischer Bildhauer. Er gehört zu den bedeutenden Vertretern der Modernen Kunst nach dem Zweiten Weltkrieg.

## Leben

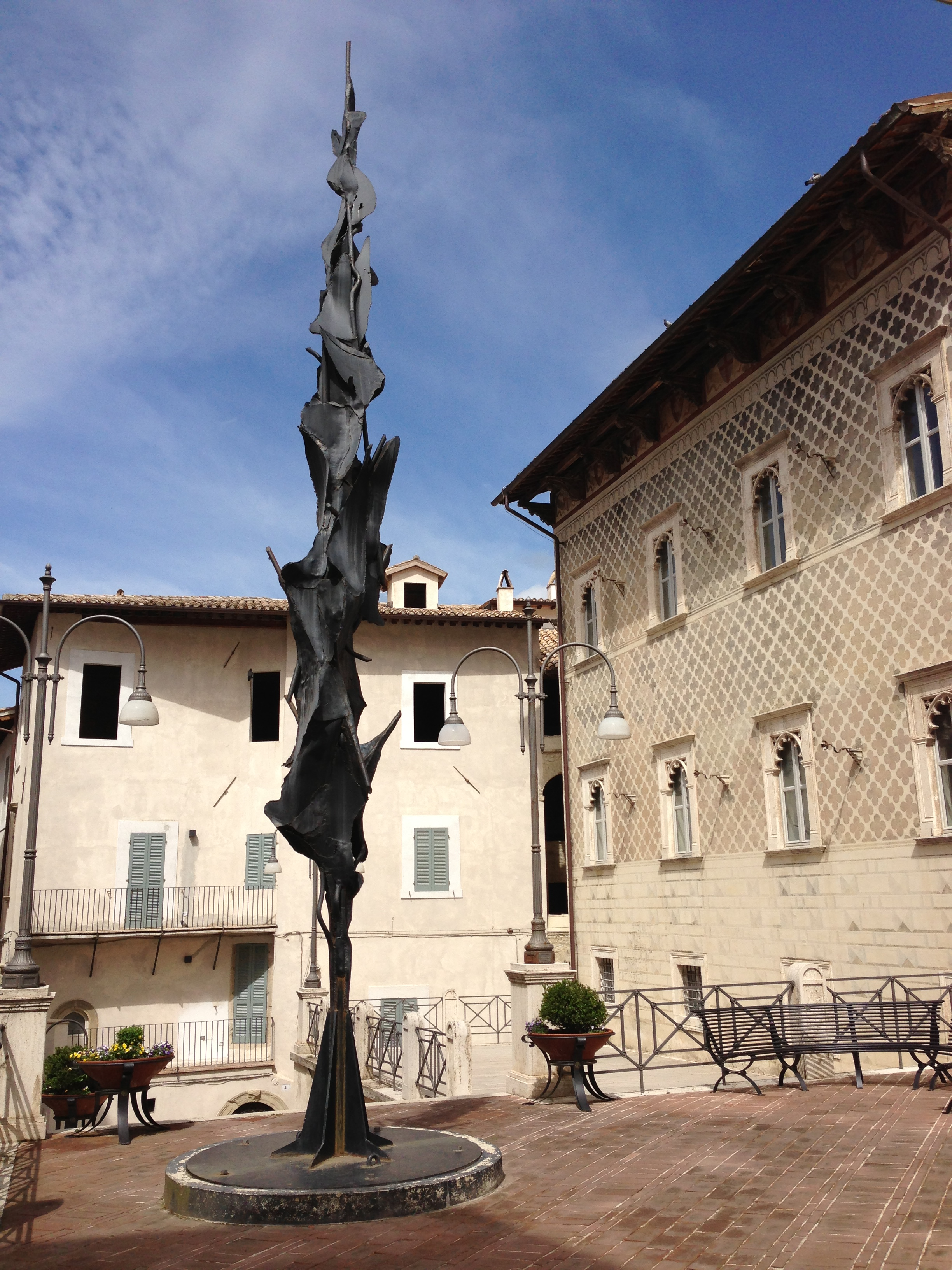
Skulptur auf der Piazza del Comune di Spoleto (1962)

Nino Franchina war Kind einer alten sizilianischen Familie. Er machte 1934 sein Diplom an der Accademia di Belle Arti in Palermo. Im Jahr 1936 stellte er, gemeinsam mit drei anderen sizilianischen Künstlern, Renato Guttuso, Giovanni Barbera und Lia Pasqualino, erstmals in der Galleria Il Milione in Mailand aus. Die vier gründeten die Künstlergruppe “Gruppo dei Quattro”.
Im Jahr 1939 heiratete er Gina, die Tochter des Malers Gino Severini in Rom. Nino Franchina nahm an der III. Quadriennale von Rom teil. Im Jahr 1943 hatte er seine erste Einzelausstellung in der Galleria Minima in Rom. Im Jahr 1947 wurde Franchina Mitglied der Fronte Nuovo delle Arti.
1948 war er zusammen mit den anderen Künstlern der Fronte Nuovo delle Arti Teilnehmer der XXIV. Biennale von Venedig. Er stellte weiterhin auch auf den Biennalen von Venedig 1952, 1958, 1966 und 1972 aus. Er war Teilnehmer der I. Biennale von Alexandria in Ägypten, der VII. Quadriennale von Rom, 1957 der IV. Biennale von São Paulo und 1959 der documenta II in Kassel.
1972 nahm er an der IX. Exposition Internationale de Sculpture Contemporaine im Musée Rodin in Paris teil. Seine letzten Arbeiten wurden auf der XI. Quadriennale von Rom gezeigt, ein Jahr vor seinem Tod 1987, ebenfalls in Rom.